# Герб комуни Лександ
Герб комуни Лександ (швед. Leksand kommunvapen) — символ шведської адміністративно-територіальної одиниці місцевого самоврядування комуни Лександ. 

## Історія
Герб ландскомуни Лександ було прийнято 1950 року. У 1979 році після адміністративно-територіальної реформи цей герб перереєстровано для комуни Лександ.

## Опис (блазон)
У золотому полі чорний ключ вушком додолу, борідкою вправо.

## Зміст
Церква у Лександі була посвячена Святому Петрові. Тому на парафіяльній печатці з 1625 року фігурує ключ як атрибут цього святого. Такий сюжет і ліг в основу сучасного герба комуни.